# 新京报
《新京报》创刊于2003年11月11日，是新京报社出版的的面向北京地区发行的日报，也运营线上的新京报网、新京报微博号以及貝殼財經和世面等网络传媒。其主管主办单位为中共北京市委宣传部。

## 历史沿革
《新京报》的前身为1996年1月创刊的《生活时报》，是一份由《光明日报》创办的都市报，号称“北京第二家晚报”。《生活时报》初为一周四刊，1997年7月20日改为日刊并大幅扩版，2001年1月2日又改为一周二刊，版面也严重缩水。由于自身经营失误及北京当地市场竞争激烈等原因，《生活时报》于2003年10月停刊。
2003年11月11日，由光明日报和南方报业两大报业集团联合主办，《新京报》创刊，使用原《生活时报》的刊号，成为中国首家获正式批准的跨地区联合办报试点，也是中国首家股份制结构的时政类报纸。《新京报》创办之初，原计划命名为《北京时报》，后来改为《京报》，在以《京报》的名义作了一段前期宣传之后，因故而最后出版时定名为《新京报》。
2004年8月27日，BBC报道称，涉及贪污罪名的《新京报》在任主编程益中已在8月27日获释。网络流传的一份不起诉决定书中称：“被不起诉人程益中贪污公款人民币15848元，其行为触犯了《中华人民共和国刑法》第三百八十二条之规定，构成贪污罪，但犯罪情节轻微，依照《中华人民共和国刑事诉讼法》第一百四十二条第二款之规定，决定对被不起诉人程益中不起诉”。
2005年12月下旬，总编杨斌和两名副总编孙雪东、李多钰被免职（三人均来自南方报业）。
2005年12月30日，主管部门调整原先计划，只撤换总编杨斌一人，原本撤换的副总编孙雪冬、李多钰职位暂获保留。《新京报》发生罢工情况后，虽有两名副编辑被恢复职位，但主编最终未能恢复。被《光明日报》接管后的《新京报》，开始大篇幅引用新华社的消息，而很少有以往常见的本地热门消息。
2011年9月1日，经新闻出版总署批准，新京报的主管主办单位变更为中共北京市委宣传部。2011年9月3日《北京日报》报道：经国家新闻出版总署批准，《新京报》与人民日报社主管主办的《京华时报》从即日起由北京市委宣传部主管主办；北京市新闻出版局负责人表示，两报主管主办方的变更是落实中央关于深化文化体制改革要求的重要举措，报道最后引述负责人表示：坚持正确舆论导向，围绕中心，服务大局，推动首都报业健康快速发展。
2015年6月，新京报將其開設的微信公眾號《官場現形》更名為《政事兒》。
2016年10月17日，有网络传闻《新京报》将并入北京日报报业集团。后新京报官方新浪微博发布消息称，此为假消息，“绝无此事”。
2018年8月13日，经中共北京市委深改组会议审议通过，中共北京市委印发《新京报》、《北京晨报》和千龙网整合方案，将上述三家媒体实现整合。
2019年6月10日，北京市纪委监委通报：原新京报社总编辑、社长戴自更涉嫌严重违纪违法，正接受纪律审查和监察调查。2020年3月6日，戴自更被开除党籍、开除公职，因涉嫌犯罪被移送检察机关接受审查起诉。
2020年6月25日，《新京报》旗下微博子账号“@新京报我们视频”因在部分报道尤其是涉北京疫情报道中存在言论误导问题被禁言，主体微博账号“@新京报”未被禁言。
2020年12月17日，《新京报》在其2021年度报纸征订广告中宣布缩减刊期，自2021年起仅于工作日周一至五出版。在此之前，报社已将专职负责报纸部门的职员缩减至只剩7人，余下职员全数转入新媒体部门。

## 历任负责人
| 社长 - 戴自更（2003年-2017年） - 宋甘澍（2017年-2020年） - 刘军胜（2020年-） | 总编 - 程益中（2003年-2004年） - 杨斌（2004年-2005年） - 戴自更（2006年-2007年） - 王跃春（2007年-2018年） - 李海（2018年-） |

## 报道风格
新京报曾是中国首家获正式批准的跨地区联合办报试点，也是中国首家股份制结构的时政类报纸。主要採編部門負責人以《南方日报》人員為主，骨干采编人员均来自《南方都市报》，时不时会有一些政治擦边球文章。首任總編是程益中，社長是戴自更。该报自称“一出生就风华正茂”，在建立之前及初期，曾经引起了北京新闻圈的波动和讨论。
《新京报》曾率先报道了河北定州暴力事件和哈尔滨水污染事件。撤编事件发生后，《新京报》由直属中宣部的《光明日报》主管，光明日报报业集团和南方报业传媒集团联合主办（光明日报社控股佔51%，南方日报社佔49%），2011年9月1日被北京市委宣傳部接管，9月3日新京报版权页更新。
《新京报》主管部门变更后，该报记者仍然可以进行异地监督，经常都会刊登与异地监督有关的深度调查报道。2017年1月发生在天津独流镇的调料造假案便由本报记者率先调查曝光。该报道也使食药监、公安、检察等机关，对该案展开调查，警方也对10余名涉案人员实施拘捕。

## 运营情况
《新京报》日均发行77.6万份，拥有330多名记者编辑，发行中心分零售和征订两个部门。零售部门负责往报摊送报纸和自己零售。征订部门负责征订和往订户家送报纸。征订的工作时间是早5点开始到晚上9点。
2012年总发行量为87.1万份，其中征订量为54.88万份，零售量为30.74万份，赠阅量为1.48万份。
《新京报》在北京的主要竞争对手是早午报的《京华时报》（现已停刊）、《北京青年报》，还有下午的都市报包括立场偏保守的《北京晚报》。

## 争议

### 竇唯事件
2006年5月10日，王菲前夫竇唯因不滿該報卓姓記者（即卓伟）對他與高原之報道，當天上午十點衝進永安路報社內砸毀電視機與電腦各一台，被報社職員劝阻後離開；但至當天下午五時許，竇再前來報社門前，把門前的一輛轎車以汽油點燃，火勢很快被職員以滅火筒撲滅，竇則被帶往派出所；期間報社有職員阻止拍攝。 報社事後堅持其報道正確，並對竇唯無有任何侵權事宜，對事件保留追究責任，竇唯於翌日凌晨三點被押往宣武第五分局看守所，不获准保釋。

### 刊登六四照片
2008年7月24日，《新京报》刊登了记者访问美籍华裔记者刘香成的报道。报道中没有提及六四事件，配了四张由刘香成拍摄、显示中国30年变化的黑白相片，其中右下角的一张相片标题为"伤者"，没有其他文字说明，照片中数名民众推着三轮木板车，木板车上躺着伤者。事发后，当日的《新京报》被收回，刊登了同一张照片的《新京报》电子版的内容也被撤回。据BBC称，同时中宣部及国家新闻出版总署已下令对该事件追查。此事件也被定性为“严重政治事件”。

### 成都凯迪拉克司机死亡事件
2017年3月15日23时，四川成都武侯公安分局官方微博“@平安武侯 （页面存档备份，存于）”发布的一则“警情通报”称，14日晚，武侯区某路口发生一起车辆冲撞交警检查卡点事件，致一名民警和两名行人受伤，肇事车辆撞上路边隔离栏后停下，驾驶员经抢救无效死亡，50多家媒体关注转载。2017年16日14时，新京报官方微博发布快讯称“从公安分局、交管分局证实，三名交警在执法过程中拿棍形物将肇事司机打死”。法制网舆情监测中心称，网民质疑《新京报》报道在未有调查结论、尸检报告前仓促断言不妥。
2017年3月16日21时许，“@平安武侯”于微博再次发布警情通报称，14日晚，武侯区发生一起涉嫌以危险方法危害公共安全案件。经调查，当晚21时许，成都交警一分局三名交警两名辅警在设卡开展执法工作时，一辆白色无牌越野车拒不接受检查并冲撞、碾压，造成现场一名交警及两名群众受伤，在撞毁道路中间隔离栏及路边指路杆后停下。事发后，现场交警一面通知120急救，一面依法对拒不配合的肇事司机罗某某进行控制。交警在控制过程中，发现其身体出现异常，立即会同赶到的医务人员开展救治，后抢救无效死亡。
2017年3月17日，“@海淀路39号朱学东 （页面存档备份，存于）”（认证为媒体人）通过“@陆亚明”（认证为深圳之窗网首席执行官）发布新京报内部针对该事件所做的工作，包括2小时内快速删除微博和报网稿件、通知其他网站及时删除快讯、对内部采编人员追查批评等，还提到已就一些人挑动警察个人名义自媒体破坏媒体生态的问题，与公安部通报。该内容再次成为警察自媒体“攻击”槽点。此外，除认证与警察有关的微博外，“@共青团中央”“@四川共青团”“@共青团福建省委”等，亦发表微博质疑《新京报》的媒体公信力。
2017年3月21日，红星新闻刊发报道《媒体调查成都武侯“凯迪拉克车主”死亡前90分钟》，附有此前网民提到的三段网传视频。该报道通过描述视频，采访现场目击群众、当事交通协管员、交警、医生等人的方式，还原了罗某某死亡前的90分钟。证实罗某某有涉嫌酒后驾车，激烈反抗交警控制，在冲撞交警卡点前曾拿工具打砸一运渣车等行为。报道指出，检方已介入，罗某某死因暂时未知。警方已立案调查运渣车被打砸的原因。
2017年3月23日18时21分，“@平安武侯”发布第三次案情通报，认定犯罪嫌疑人罗某某涉嫌毒驾。此事发生前，其与两名同伴为强取工地施工权，在工地打砸运渣车后逃逸。21时29分，三人逃至成双大道金花中学路口时遇正在设卡开展执法工作的交警后被拦下，刘某、贾某某下车逃离。犯罪嫌疑人罗某某拒不接受检查，以驾车冲撞、碾压等危险方法危害公共安全，造成一名交警及两名群众受伤。交警在控制过程中，发现其身体出现异常，后经医务人员抢救无效死亡。案侦民警在罗某某身上及钱包内共搜出4小包毒品共计3.03克，在其血液、尿液检测出毒品成分，涉嫌毒驾。通报显示，另外两人已被刑拘，武侯区检察机关就罗某某死亡原因已依法委托四川华西法医鉴定中心进行鉴定。

### 汤兰兰隐私侵害事件
2018年1月31日，《新京报》就汤兰兰案发表评论《被全家“性侵”的女孩，不能就这么“失联”着》，该评论因曝光了受害者汤兰兰写的举报信及其户籍信息而被网民大规模批评，被指“为博眼球替强奸犯翻案”，在终于能隐姓埋名重新生活后被新京报拿来博取流量。

### 慰安妇隐私侵害事件
2019年3月13日，《新京报》官网、微博、微信公众号以及旗下自媒体平台“重案组37号”一同发布推文《湖南岳阳新发现两名“慰安妇”幸存者 这是一场与时间的赛跑》，3月18日，中国“慰安妇”问题研究中心湖南地区特约调查员陈栋梁在微博发表声明，抗议《新京报》当事记者“不仅未经同意公开了老人的身份信息，还在文章中多次捏造老人受害情节”。3月19日，《新京报》发表声明称家属同意使用真实姓名，但其中一名老人的孙辈当晚对《新京报》的声明表示否认，并称自己受到了《新京报》打电话人的误导，当事记者后来注销了自己的微博，但此后对《新京报》的质疑仍未立即停止。

### 2019冠状病毒误导言论事件
在2019冠状病毒病疫情期间，《新京报》的报道受到批评。在报道北京新发地疫情时，其他媒体报道称“共采集人员样本8186份，截至目前，5803份咽拭子样本已完成检测，均为阴性”，而《新京报》称“共采集人员样本8186份，5803份咽拭子样本检测为阴性”，被批评误导其余为阳性。中国疾病预防控制中心流行病学首席专家吴尊友在《人民日报》采访时表示，“从病毒的组成结果来看，此次病毒不像北京两个月以前出现病例的毒株，更像欧洲的”。但《新京报》使用的标题却是“新发地新冠病毒来自欧洲？吴尊友：病毒基本与此前一致”。共青团中央微博批评“同一个人，同一段话，在不同的报道中，怎么就奇妙的变成了相反的意思？”，并配上《新京报》和其他报道的截图。
2020年6月25日，微博账号“@新京报我们视频 （页面存档备份，存于）”（运营主体为《新京报》）因在部分报道尤其是涉北京疫情报道中存在导向错误、断章取义、混淆视听等问题，严重扰乱网络信息传播秩序，社会影响恶劣，而被禁言，“@新京报”主体账号并未被禁言。公告亦没有提及涉及“导向错误”的具体报道。

### 二战日军细菌战事件
2020年2月19日《新京报》的“文化客厅”栏目发布了特约记者曾梦龙撰写的一篇访谈录：《瘟疫与防疫：历史之假与现实之假的魔幻交替|专访曹树基》。曹树基认为731军医“留下”的“一部论文集”和前线的作战参谋“留下”的“一部作战日记”中所有对日军不利的部分，都有“漏洞”，都不能成为日军放毒播疫的“证据”，是“虚夸与作伪”、尽管日本的法官判“中国的细菌战官司在日本打嬴了”，但“所有的证据都经不住推敲”。“‘飞机上撒下的鼠疫杆菌’在让人染疫之前是不可能存活的。”引发批评驳斥。随后《新京报》将其删除。但网络仍有流传。
《宁波鼠疫纪实》的作者水银援引论文、出版物反驳称，纯粹的鼠疫细菌从高空投下大多会死亡，而当寄生在跳蚤体内后，则可以安全地从高空降落到地面，跳蚤可以存活数周时间......日机将跳蚤掺和在谷麦和棉花破布中一齐投下，其中棉花和破布是养护跳蚤的物质；谷麦则是吸引当地老鼠来食用的诱饵，以便使跳蚤能很快找到老鼠作为寄生的宿主。根据当时防疫处消防队副队长钟辉的采访，“一入疫区，下半身就爬上很多平时少有的红红的跳蚤......在天落（露天）水缸中见到日机掷下的麦粒，凡是麦粒最多的庭院，死人也最多。”具体的实验资料记录在石井四郎、日军731部队少佐军医金子顺一论文里的照片和表格。

### 李毅事件
2020年11月23日，《新京报》发表评论文章《“死四千人等于一个没死”：逝者生命岂能这样被“归零”》，批评社会学者李毅在深圳出席座谈会指“2019冠状病毒病疫情中国死4000人，与美国死22万人相比等于一个人没死”的惊人言论。文章指出，目前疫情风险尚未解除，如此惊人的言论突然出现，着实让人错愕。在李毅冷血的大数据逻辑下，人命仿佛已成为冷冰冰的统计数字，甚至可以被四舍五入、化整为零，毫无疑问是对疫情中无数家庭的不幸遭遇的彻底无视。在李毅的幽默和自信的映衬下，“完全看不到任何对生命的尊重”。文章的观点得到大多数网友认同，甚至得到官方媒体中国新闻网转载。随后，李毅在个人YouTube频道发布视频反击该评论文章，怒斥新京报，警告对方应谨言慎行。他在视频中也表示自己直到被新京报发文批评，才认识这家媒体。

### 错换人生28年刘名洋事件
从错换人生28年早期发端，《新京报》就进行了持续的报道，许多细节内容都是这家媒体为公众呈现的。而主笔的记者刘名洋，因长期跟踪报道，和两方当事人都有非常密切的联系。后刘名洋报道引起争议，引起大量网民进行言语攻击。 刘名洋辞职《新京报》之后起诉掌上智微，认为掌上智微玷污了他和错换人生当事人之一熊磊之间的关系。官司仍在继续中，而错换事件依然的真相仍然有待查清。

### 刘学州事件
2022年1月18日，《新京报》我们的视频栏目发布报道：《寻亲男孩刘学州生母谈拉黑“隐情”：想回归平静生活》表示其本想弥补孩子甚至借款供刘学州三亚旅游，但“没想到刘学州多次逼其购房，还威胁他们分别离婚”，1月18，19日《新京报》多个账号进行转发报道，引发网络轰动，事后被指单方面采访发布有利于生父母方的报道，直接或间接导致刘学州被网暴。1月20日，《新京报》再度发布报道《寻亲男孩刘学州将起诉生父母》舅妈：与同父弟弟比，心里有落差。被指暗示刘学州因与其同父弟弟对比生活有落差而要起诉其亲生父母，引发不少网友误解，1月24日，遭遇网暴6天后，刘学州服食过量抗抑郁药自尽。刘学州的死讯公布后，网友对《新京报》不负责任，缺乏媒介素养、直接或间接引导网暴的行为格外愤怒，出现批评《新京报》“以报之名，行暴之事”的声音。《新京报》被网民冠以“杀人报”的称呼，新浪微博出现“新京报带头网暴”“新京报杀人”等话题标签，“新京报”一词一度冲上热搜榜首，民间出现抵制《新京报》的呼声。更有网民将《新京报》（包括其前身《生活时报》）的所有涉嫌不端报道的事件列举出来。事后《新京报》将间接引导网暴的报道删除，仅留存一篇有利于刘学州的文章（今日头条、百度百家号未删除），并将另一则有关刘学州起诉的报道置顶一天，全部社交账号开启了精选评论模式，变相禁止网民评论。截至目前，《新京报》对此事仍无正面回应。